# 베이비 바운스
베이비 바운스(2008년 8월 22일 ~ )는 대한민국의 래퍼다. 2023년 싱글 [On The Ground]로 데뷔했다.

## 방송
- 드랍더비트 (2022) - Top48(44위)
- 쇼미더머니 11 (2022) - Top108

## 음반
- On The Ground (2023)
- One, Two, Three (2023)
- [Four, Five, Six] (2024)

## 기타
- Eyal <robo> (2023) - 피처링/작사
- BigWave <BRANDNEW KICKS> (2023) - 작사/작곡